# Khalil Ibrahim
Khalil Ibrahim (1957 - 23 de dezembro de 2011) foi um líder insurgente sudanês que foi o fundador do Movimento pela Justiça e Igualdade. 

## Vida
Ibrahim nasceu no Sudão em 1957, sendo do ramo de Koba do grupo étnico de Zaghawa,  localizado principalmente no Sudão, com uma minoria no lado do Chade da fronteira. Ele foi um defensor entusiasmado da tomada  de poder pela Frente Islâmica Nacional sob a direção do islamista Hassan al-Turabi em 1989. Também serviu como ministro estatal para Educação em Darfur entre 1991 e 1994 em Al-Fashir, Darfur do Norte. Ibrahim, tornou-se descontente com o movimento islamista, depois de ver a negligência econômica da Frente Islâmica Nacional, bem como seu apoio às milícias armadas. Nesse momento, ele se tornou parte de uma célula secreta de islamitas que procuravam mudar a Frente Islâmica Nacional por dentro. Ibrahim serviu como ministro estatal para Assuntos Sociais no Nilo Azul em 1997, antes de um cargo como consultor do governador do sul do Sudão em Juba em 1998. No entanto, outros observaram que ele nunca recebeu uma nomeação de nível nacional. O colega de Ibrahim em Jem, Ahmad Tugod, afirmou: "Khalil não é um líder político de primeira ou mesmo segunda classe. [...] Ele lutou a vida toda para conseguir um posto em Cartum."  Deixou o cargo em agosto de 1998, vários meses antes do final de sua nomeação. Em dezembro de 1999, quando Omar al-Bashir afastou Al-Turabi com a ajuda de Ali Osman Taha, Ibrahim estava nos Países Baixos, estudando para um mestrado em saúde pública na Universidade de Maastricht.
Enquanto isso, a estrutura das células secretas que Ibrahim havia ajudado se espalharam para Cartum. Os dissidentes, apelidando-se de "os buscadores da verdade e da justiça" publicaram o Livro Negro em 2000, alegando que os árabes ribeirinhos dominavam o poder e os recursos políticos. Em agosto de 2001, Ibrahim publicou um comunicado de imprensa nos Países Baixos no qual anunciou a formação do Movimento pela Justiça e Igualdade, que possuia uma base étnica de apoio relativamente pequena, sendo limitada aos Kobes Zaghawas, incluindo muitos pares do outro lado da fronteira chadiana.  Ibrahim recebeu apoio político e financeiro da Líbia e seu líder Muammar Gaddafi.
Em fevereiro de 2003, o Movimento pela Justiça e Igualdade e o Exército/Movimento de Libertação do Sudão, liderado por Abdul Wahid al Nur, formaram uma aliança antigovernamental dando inicio ao conflito de Darfur.
Ibrahim viveu no exílio na Líbia de maio de 2010 a setembro de 2011, quando a Guerra Civil Líbia o levou a fugir do Saara e retornar a Darfur. O governo sudanês e as fontes diplomáticas acusaram o grupo de rebeldes de Ibrahim na Líbia de lutar como mercenários para Muammar Gaddafi durante a guerra, acusações às quais Ibrahim nunca respondeu e nem foram provadas.
As Forças Armadas do Sudão anunciaram terem matado Ibrahim com um ataque aéreo no Cordofão do Norte em 23 de dezembro de 2011. 